# La Haye-Pesnel
La Haye-Pesnel est une commune française, située dans le département de la Manche en région Normandie, peuplée de 1 261 habitants.

## Géographie
La commune est en bordure nord-ouest de l'Avranchin. Son bourg est à 15 km au nord d'Avranches, à 16 km au sud-ouest de Villedieu-les-Poêles et à 18 km au sud-est de Granville.
Le territoire est bordé par le Thar.
Le point culminant (134 m) se situe à l'est, près du lieu-dit Blin. Le point le plus bas (62 m) correspond à la sortie de l'Airou du territoire, au nord-est. La commune est bocagère.
| Hocquigny             | Équilly               | Beauchamps, Champrepus |
| Hocquigny             | La Haye-Pesnel        | Le Tanu                |
| La Lucerne-d'Outremer | La Lucerne-d'Outremer | La Lucerne-d'Outremer  |

### Hydrographie
La commune est située dans le bassin Seine-Normandie. Elle est drainée par le Thar, l'Airou, le cours d'eau 01 de la Blottière, le cours d'eau 01 de la Rosserie, le cours d'eau 01 de Quertier, le cours d'eau 01 du Village au Court, le cours d'eau 02 de la Pichardière, le Nelet et un autre petit cours d'eau,.
Le Thar, d'une longueur de 25 km, prend sa source dans la commune de La Mouche et se jette  dans le golfe de Saint-Malo à Saint-Pair-sur-Mer, après avoir traversé onze communes.
L'Airou, d'une longueur de 30 km, prend sa source dans la commune de La Trinité et se jette  dans la Sienne à Ver, après avoir traversé douze communes. Les caractéristiques hydrologiques de l'Airou sont données par la station hydrologique située sur la commune de Gavray-sur-Sienne. Le débit moyen mensuel est de 1,79 m3/s. Le débit moyen journalier maximum est de 21,8 m3/s, atteint lors de la crue du 26 janvier 1995. Le débit instantané maximal est quant à lui de 29,3 m3/s, atteint le 25 octobre 1998.

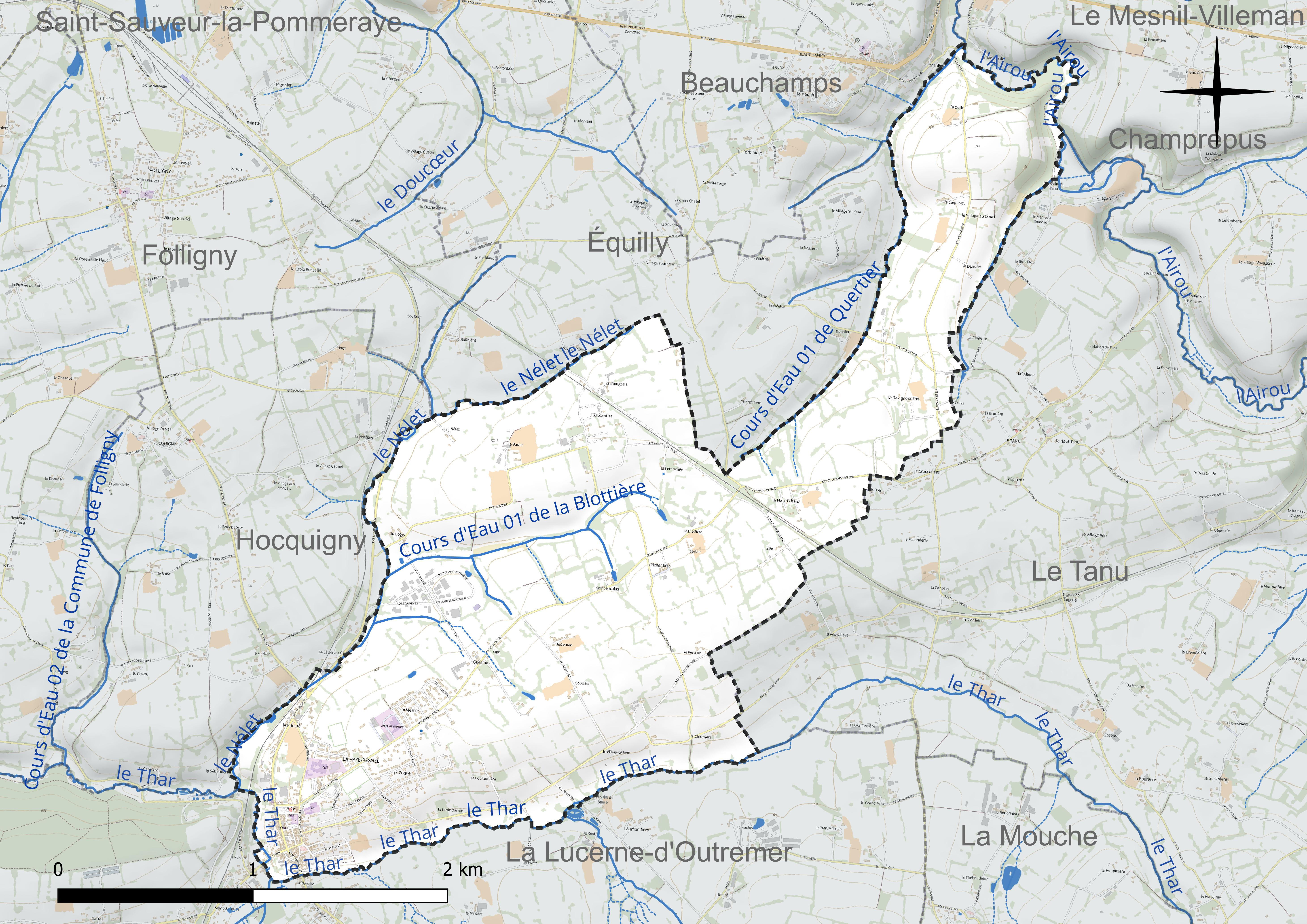
Réseau hydrographique de la La Haye-Pesnel.

### Climat
Pour des articles plus généraux, voir Climat de la Normandie et Climat de la Manche.
En 2010, le climat de la commune est de type climat océanique franc, selon une étude du CNRS s'appuyant sur une série de données couvrant la période 1971-2000. En 2020, Météo-France publie une typologie des climats de la France métropolitaine dans laquelle la commune est exposée à un climat océanique et est dans la région climatique « Normandie (Cotentin, Orne) » et « Bretagne orientale et méridionale, Pays nantais, Vendée »0. Parallèlement le GIEC normand, un groupe régional d’experts sur le climat, différencie quant à lui, dans une étude de 2020, trois grands types de climats pour la région Normandie, nuancés à une échelle plus fine par les facteurs géographiques locaux. La commune est, selon ce zonage, exposée à un « climat maritime », correspondant au Cotentin et à l'ouest du département de la Manche, frais, humide et pluvieux, où les contrastes pluviométrique et thermique sont parfois très prononcés en quelques kilomètres quand le relief est marqué.
Pour la période 1971-2000, la température annuelle moyenne est de 10,9 °C, avec une amplitude thermique annuelle de 12,2 °C. Le cumul annuel moyen de précipitations est de 941 mm, avec 13,8 jours de précipitations en janvier et 8,6 jours en juillet. Pour la période 1991-2020, la température moyenne annuelle observée sur la station météorologique la plus proche, située sur la commune de Longueville à 13 km à vol d'oiseau, est de 11,9 °C et le cumul annuel moyen de précipitations est de 802,4 mm,. Pour l'avenir, les paramètres climatiques de la commune estimés pour 2050 selon différents scénarios d’émission de gaz à effet de serre sont consultables sur un site dédié publié par Météo-France en novembre 2022.

## Urbanisme

### Typologie
Au 1er janvier 2024, La Haye-Pesnel est catégorisée bourg rural, selon la nouvelle grille communale de densité à sept niveaux définie par l'Insee en 2022. Elle est située hors unité urbaine. Par ailleurs la commune fait partie de l'aire d'attraction de Granville, dont elle est une commune de la couronne,. Cette aire, qui regroupe 34 communes, est catégorisée dans les aires de moins de 50 000 habitants,.

### Occupation des sols
L'occupation des sols de la commune, telle qu'elle ressort de la base de données européenne d’occupation biophysique des sols Corine Land Cover (CLC), est marquée par l'importance des territoires agricoles (82 % en 2018), en diminution par rapport à 1990 (83,3 %). La répartition détaillée en 2018 est la suivante : prairies (59,5 %), zones agricoles hétérogènes (21,6 %), zones urbanisées (15 %), forêts (3 %), terres arables (0,9 %). L'évolution de l’occupation des sols de la commune et de ses infrastructures peut être observée sur les différentes représentations cartographiques du territoire : la carte de Cassini (XVIIIe siècle), la carte d'état-major (1820-1866) et les cartes ou photos aériennes de l'IGN pour la période actuelle (1950 à aujourd'hui).

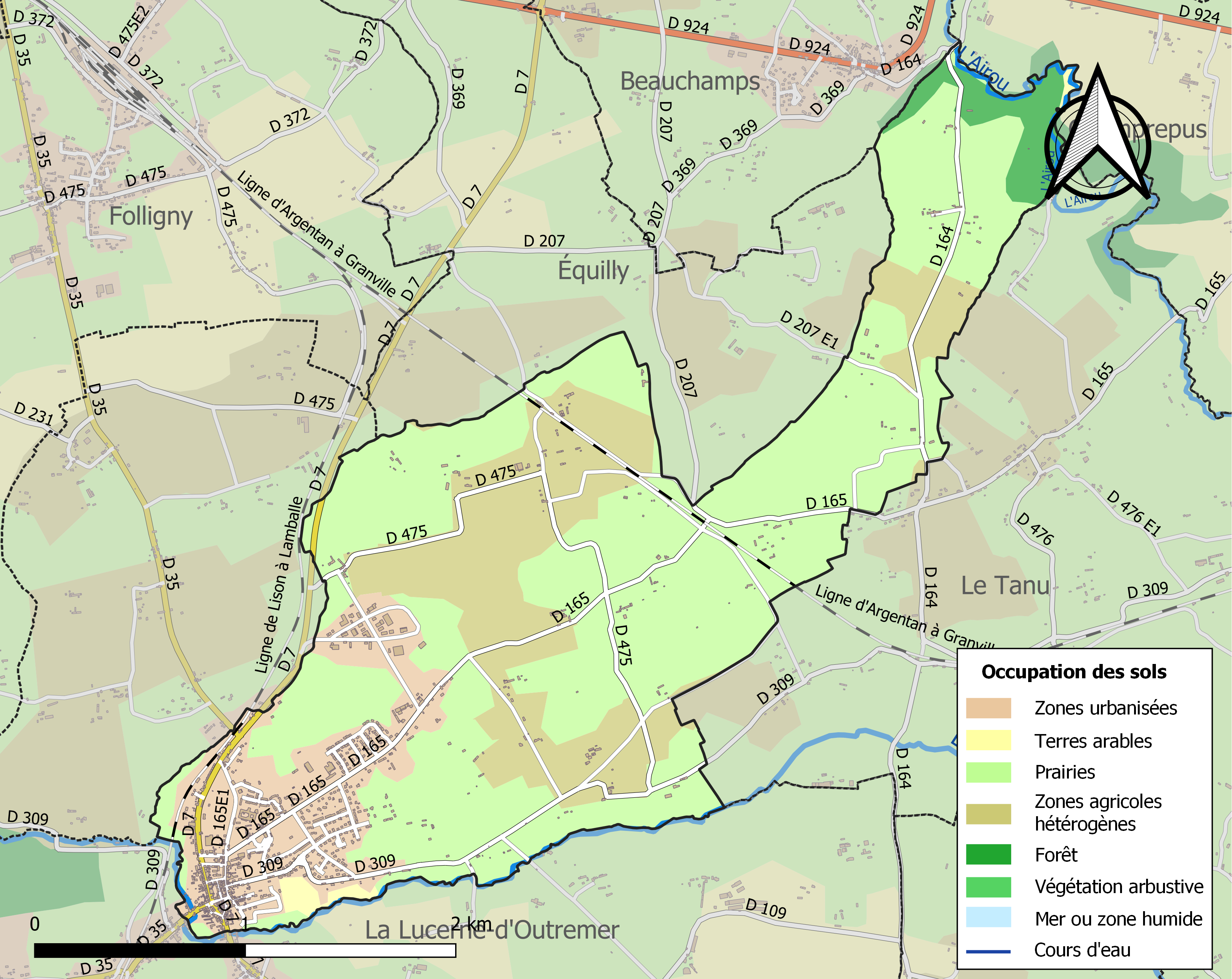
Carte des infrastructures et de l'occupation des sols de la commune en 2018 (CLC).

## Toponymie
Le nom de la localité est attesté sous la forme Haia Paganelli au XIIe siècle.
Le toponyme Haye est dérivé du germanique haga qui avait le sens de « lisière de forêt ». Il a donné le français haie qui originellement pouvait aussi désigner ce qui restait d'un bois essarté.
Pesnel est le patronyme des anciens seigneurs de l'« honneur de la Haye », les Paisnel ou Paynel.
Au cours de la période révolutionnaire de la Convention nationale (1792-1795), la commune a porté le nom de La Haye-Libre.
Le gentilé est Hayland.

## Histoire
Il a existé, au Moyen Âge, sur le territoire paroissial, un hôpital auquel fut uni l'hôpital Saint-Jacques fondé en 1193 par Henry de M[e]udrac, au Repas (Folligny).
L'affaire criminelle Soulas s'est déroulée dans la commune. Elle fut jugée à Paris, par la chancellerie d'Henri IV d'Angleterre le 14 novembre 1427.

## Politique et administration

### Administration municipale
Le conseil municipal est composé de quinze membres dont le maire et trois adjoints.

### Liste des maires
| Période                                  | Période   | Identité            | Étiquette | Qualité                               |
| ---------------------------------------- | --------- | ------------------- | --------- | ------------------------------------- |
| 1848                                     | 1865      | Julien Morin        |           |                                       |
| 1959                                     | mars 1990 | Georges Peuvrel     |           |                                       |
| 1990                                     | mars 2001 | François Labarrière | RPR       | Médecin                               |
| mars 2001                                | mars 2008 | Daniel Villain      | UMP       | Commerçant                            |
| mars 2008                                | mars 2014 | Robert Levivier     | PS        | Professeur de sciences physiques      |
| mars 2014                                | En cours  | Alain Navarret      | EM        | Vétérinaire, conseiller départemental |
| Les données manquantes sont à compléter. |           |                     |           |                                       |

### Jumelages
- Pöttmes (Allemagne) depuis 1980.

## Enseignement
La commune est rattachée à l’académie de Caen. Elle dispose d'un collège — le collège Louis-Beuve — et d'une école publique. S'ajoute à ces deux institutions une école élémentaire privée : l'école Saint-Michel.

## Population et société

### Démographie
L'évolution du nombre d'habitants est connue à travers les recensements de la population effectués dans la commune depuis 1793. Pour les communes de moins de 10 000 habitants, une enquête de recensement portant sur toute la population est réalisée tous les cinq ans, les populations de référence des années intermédiaires étant quant à elles estimées par interpolation ou extrapolation. Pour la commune, le premier recensement exhaustif entrant dans le cadre du nouveau dispositif a été réalisé en 2004.
En 2022, la commune comptait 1 261 habitants, en évolution de −7,69 % par rapport à 2016 (Manche : −0,31 %, France hors Mayotte : +2,11 %).
| 1793 | 1800 | 1806 | 1821 | 1831 | 1836  | 1841  | 1846  | 1851 |
| ---- | ---- | ---- | ---- | ---- | ----- | ----- | ----- | ---- |
| 790  | 957  | 785  | 829  | 963  | 1 010 | 1 101 | 1 051 | 968  |

| 1856 | 1861 | 1866 | 1872 | 1876 | 1881  | 1886  | 1891  | 1896 |
| ---- | ---- | ---- | ---- | ---- | ----- | ----- | ----- | ---- |
| 938  | 900  | 884  | 935  | 945  | 1 001 | 1 009 | 1 030 | 978  |

| 1901 | 1906  | 1911  | 1921  | 1926  | 1931  | 1936  | 1946  | 1954  |
| ---- | ----- | ----- | ----- | ----- | ----- | ----- | ----- | ----- |
| 962  | 1 055 | 1 124 | 1 036 | 1 044 | 1 095 | 1 070 | 1 193 | 1 078 |

| 1962  | 1968  | 1975  | 1982  | 1990  | 1999  | 2004  | 2006  | 2009  |
| ----- | ----- | ----- | ----- | ----- | ----- | ----- | ----- | ----- |
| 1 125 | 1 193 | 1 288 | 1 355 | 1 284 | 1 317 | 1 367 | 1 365 | 1 354 |

| 2014  | 2019  | 2022  | - | - | - | - | - | - |
| ----- | ----- | ----- | - | - | - | - | - | - |
| 1 366 | 1 258 | 1 261 | - | - | - | - | - | - |

### Sports et loisirs
L'Entente sportive haylande fait évoluer une équipe de football en ligue de Basse-Normandie et une autre en division de district. Elle possède aussi une équipe de tennis de table, qui évolue en D1 du comité de la Manche.

### Label
La commune est une ville fleurie (une fleur) au concours des villes et villages fleuris.

## Culture et patrimoine

### Lieux et monuments
- Château Ganne (XIe siècle), au nord-est, entre la route de Cérences et l'Airou[44], motte et basse-cour avec fossés en eau du château de la famille Paynel. Lors de la minorité de Saint Louis le château fut livré aux Bretons et aux Anglais[45]. Détruit par les Anglais, il ne fut pas reconstruit et on préféra ériger un nouveau château dans le bourg dont il ne reste aucune trace.

En 1230, Foulques III Paisnel († 1256), seigneur de La Haye-Pesnel et son frère Guillaume de Percy choisirent le camp anglais et breton contre le jeune Saint Louis et sa mère Blanche de Castille, d'où le nom de Ganne signifiant trahison ou félon. Le bailli de Cotentin, Jean des Vignes, mâta la rébellion et le château fut rasé.
- Ruines du château féodal de Beauchamps[45].
- Église Sainte-Marie-Madeleine (XVIIe – XVIIIe siècle) avec clocher de style roman. La cloche historique avec une inscription révolutionnaire « Égalité – Liberté – Vive la République françoise – vive les patriotes – Périsse les tirans – leurs satellite – Et tous les aristocrate – Mai 1793 – l'an 2 de la république », exposée au pied de l'édifice, fondue à Ver en 1793, est classée au titre objet aux monuments historiques[47] le 30 octobre 1944, a été volée le week-end du 25-26 mars 2023[48],[49]. L'église abrite deux confessionnaux (1691) également classés[50], un vitrail dédié aux morts de la Première Guerre mondiale avec les portraits de 27 victimes, un haut-relief (XVe) ainsi qu'un groupe sculpté sainte Apolline.

L'église dépend de la paroisse Saint-Pierre-et-Saint-Paul du doyenné du Pays de Granville-Villedieu.
- Maisons du bourg aux linteaux datés dont un de 1703 près de l'église.
- Bois public Marie Pinot.
- Jardin remarquable de 700 m2 « Paroles de plantes ».
- Moulin, lavoir.

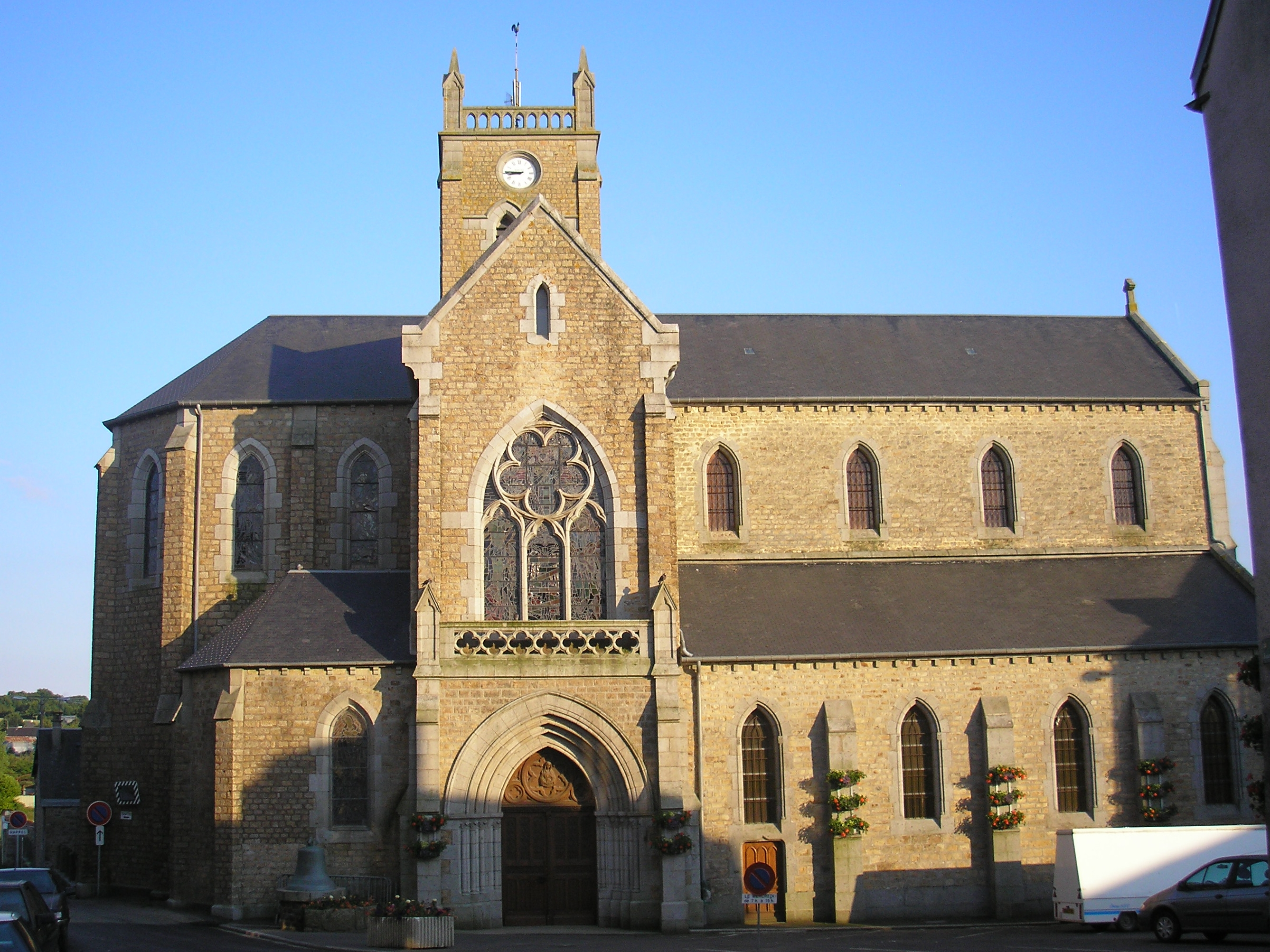
L'église Sainte-Marie-Madeleine.
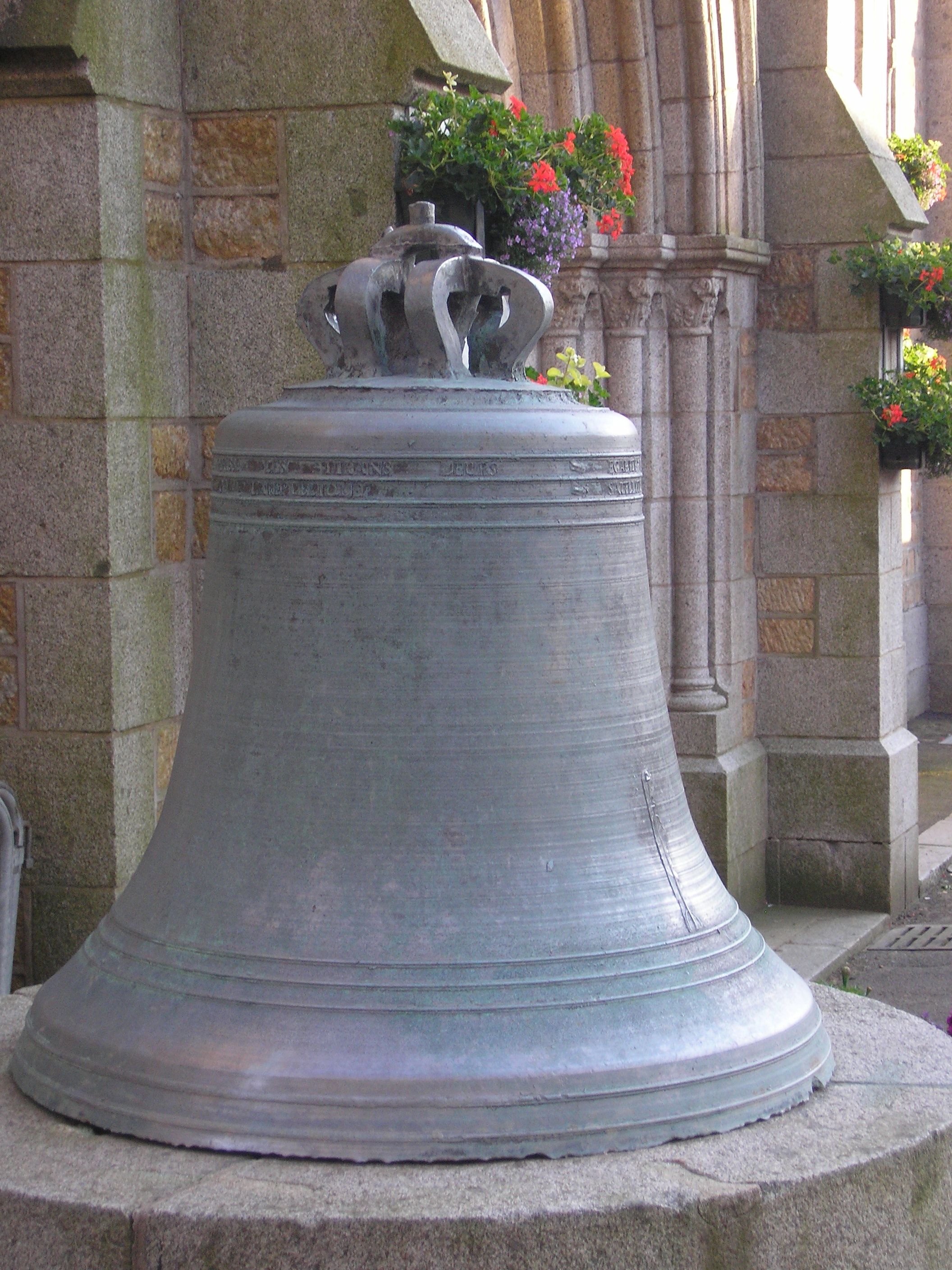
La cloche classée.

### Personnalités liées à la commune
- Famille Paynel.
- André Landault (La Haye-Pesnel 1913 - 2009), écrivain.

### Héraldique
| Blason de La Haye-Pesnel | Blason  | D'or aux deux fasces d'azur accompagnées de neuf merlettes de gueules ordonnées en orle entre les fasces 5, 2 et 3,.                         |
| Blason de La Haye-Pesnel | Détails | Ce blason est emprunté aux armoiries de la famille Paynel ou Painel (éteinte), anciens seigneurs de la Haye-Pesnel et la baronnie de Hambye. |